# Cladosporium magnusianum
Cladosporium magnusianum är en svampart som först beskrevs av Jaap, och fick sitt nu gällande namn av M.B. Ellis 1976. Cladosporium magnusianum ingår i släktet Cladosporium och familjen Davidiellaceae.   Inga underarter finns listade i Catalogue of Life.